# 富貴楼お倉
富貴楼お倉（ふうきろうおくら、1837年1月30日〈天保7年12月24日〉 - 1910年〈明治43年〉9月11日）は、日本の芸者・実業家。本名は斎藤 くら。花柳界の女傑と呼ばれた。

## 略歴
江戸は浅草松葉町の生まれ。父は鳶職の浅井丑之助。祖父は侠客であり、当時の大親分として知られた新門辰五郎の兄弟分だったとされる。6歳の時に家族が離散し、浅草の水茶屋で働いていたところを新門辰五郎の子分とされる斎藤亀次郎と良い仲となり駆け落ち。新宿中丁の豊倉という店で飯盛女郎となる。お倉はお世辞にも美人と呼べる顔立ちではなかったが並みならぬ愛嬌があったため大いに人気を博した。亀次郎はヒモのような存在であり、お倉が働いても散財し借金を返す日々であったとされる。1868年（明治元年）には景気の良かった大坂に流れて芸者生活もしたが、その後関東へ戻り横浜で暮らした。生糸と洋銀の相場で富豪となった田中平八から資金援助を受けて1871年（明治4年）に相生町に料亭（待合）富貴楼を開業。1873年3月の豚屋火事で店が焼失したが常連たちの助けで現在の横浜市中区尾上町で営業を再開している。
ここには田中平八をはじめ、大久保利通・伊藤博文・井上馨・大隈重信・大山巌・西郷従道・山縣有朋・陸奥宗光など明治の元勲が出入りした。当時の新たな政治の舞台となり、富貴楼お倉の本を著した樋口いく子は「現在に繋がる日本独特の料亭政治の流れをつくった、近代国家・日本の政治装置」と述べている。
晩年は糖尿病に罹っており、神奈川県大磯の招仙閣滞在中に脳溢血で没す。タケ、ハナの二女あり。墓所は横浜市西区赤門町の東福寺で、寺の裏山中腹に周りを石塀で囲まれた墓所がある。墓石の表にはお倉夫婦の戒名が並んで彫られており、裏には「斉藤亀次郎 明治二十八年四月十三日 斉藤くら 明治四十三年九月十一日」と没年月日が刻まれている。

## 人物
「客の手が三つ鳴ったら料理を辛くすべし！」。江戸っ子は手を三つ鳴らすのは神に拝礼する意味だが、女中を呼ぶときは手を二つしか鳴らさない。店で三つ手を鳴らすのは田舎の客だから、料理の味付けは濃くするようおもてなしをしていた。